# Plyschpanna
Plyschpanna (Catamblyrhynchus diadema) är en fågel i familjen tangaror inom ordningen tättingar.

## Utseende och läte
Plyschpannan är en mycket karakteristisk liten finkliknande fågel med kort och trubbig näbb. Fjäderdräkten är djupt roströd under och stålgrå ovan. På pannan syns en glansigt gul fläck som gett arten dess namn.

## Utbredning och systematik
Plyschpannan placeras som enda art i släktet Catamblyrhynchus. Den delas in i tre underarter:
- C. d. diadema – förekommer i Anderna i Colombia, nordvästra Venezuela och i södra Ecuador
- C. d. federalis – förekommer i kustnära berg i norra Venezuela (Aragua och Distrito Federal)
- C. d. citrinifrons – förekommer från Anderna i Peru till Bolivia och i nordvästra Argentina (Jujuy)

## Levnadssätt
Plyschpannan hittas i undervegetation i övre subtropiska och tempererade delar av Anderna, framför allt vid bambustånd. Den ses vanligen i par eller smågrupper, nästan alltid deltagande i kringvandrande artblandade flockar.

## Status och hot
Arten har ett stort utbredningsområde, men tros minska i antal, dock inte tillräckligt kraftigt för att den ska betraktas som hotad. Internationella naturvårdsunionen IUCN listar arten som livskraftig (LC).